# Xavier Barrón
Xavier Rodolfo Barrón Cebreros (Lima, 20 de marzo de 1949) es un abogado y político peruano. Miembro del Partido Popular Cristiano, fue congresista de la república en 3 periodos y diputado desde julio de 1990 hasta abril de 1992. También ejerció como congresista constituyente en 1992 y como miembro de la histórica Asamblea Constituyente de 1978.

## Biografía
Nació en la ciudad de Lima, el 20 de marzo de 1949.
Realizó sus estudios primarios y secundarios en el Colegio de la Inmaculada. Luego ejerció la carrera de Derecho en la Pontificia Universidad Católica del Perú.

## Vida política
Desde los 18 años inició su carrera política como militante del Partido Popular Cristiano fundado por el exalcalde de Lima Luis Bedoya Reyes.

### Diputado Constituyente
Su primera participación fue en las elecciones constituyentes de 1978 convocadas por el entonces presidente Francisco Morales Bermúdez. Barrón postuló a la Asamblea Constituyente por el PPC y resultó elegido para la creación de la Constitución de 1979 al mando de Víctor Raúl Haya de la Torre. 
Fue junto al expresidente Alan García los diputados más jóvenes de la Asamblea.  
Intentó ingresar a la Cámara de Diputados en las elecciones de 1980 y en las elecciones de 1985, en ambas ocasione no tuvo éxito.

### Diputado por Lima
Para las elecciones generales de 1990, formó parte del Frente Democrático (coalición conformada por el Movimiento Libertad, el Partido Popular Cristiano y Acción Popular) y ejerció como personero. Postuló nuevamente a la Cámara de Diputados en la lista por Lima Metropolitana y fue elegido diputado, con 22,768 votos, para el periodo parlamentario 1990-1995.
Estuvo laborando hasta que el 5 de abril de 1992, su cargo en el parlamento es interrumpido tras la disolución del Congreso decretado por el expresidente Alberto Fujimori. Barrón junto a varios diputados disueltos se declararon en contra del régimen y del golpe de Estado.

### Congresista Constituyente
Luego del golpe de Estado, se convocaron a elecciones constituyentes para noviembre de 1992 y el Partido Popular Cristiano decidió postular pese a discrepancias internas. Barrón participó en la lista de candidatos y resultó elegido con 24,923 votos.
En su labor tuvo el encargo de colaborar en la creación de la Constitución política de 1993 junto a otros parlamentarios.

### Congresista de la República
En las elecciones parlamentarias de 1995, fue elegido como congresista de la República para el periodo 1995-2000.
Participó en varias comisiones congresales y formó parte de la oposición. También se opuso a la reelección de Alberto Fujimori.
Para las elecciones generales del año 2000, el Partido Popular Cristiano quedó impedido de postular por disposición del Jurado Nacional de Elecciones, que estaba controlado por el régimen fujimorista. Sin embargo, Barrón fue invitado por el partido Somos Perú del exalcalde Alberto Andrade para postular al Congreso de la República donde luego resultó reelegido con 40,409 votos para el periodo 2000-2005.
Junto a otros congresistas de la oposición, participó en la denominada Marcha de los Cuatro Suyos liderada por Alejandro Toledo.
En septiembre del 2000, se difundió el primer Vladivideo donde se aprecia al congresista Alberto Kouri recibiendo dinero de Vladimiro Montesinos en las instalaciones del Servicio de Inteligencia Nacional. Tras este escándalo, Alberto Fujimori decidió recortar su mandato presidencial y convocar a nuevas elecciones generales para el año 2001, sin embargo, terminó fugando a Japón para luego renunciar por fax. Barrón votó a favor de la vacancia presidencial contra Fujimori y culminó su periodo parlamentario hasta julio del 2001.
En las elecciones parlamentarias del 2001, Barrón volvió a postular al Congreso de la República por la Alianza Unidad Nacional liderada por Lourdes Flores quien era la candidata presidencial. Barrón resultó nuevamente electo con 48,312 votos para el periodo 2001-2006.
A inicios del periodo 2001-2002, Barrón fue incluido en la lista de candidatos a la Mesa Directiva encabezada por Carlos Ferrero Costa de Perú Posible y luego resultó elegido como tercer vicepresidente bajo la presidencia de Ferrero. Durante sus gestiones como parlamentario se caracterizó por siempre defender a los ancianos y jubilados.
Tras culminar su periodo, Xavier Barrón anunció que no postularía nuevamente al Congreso, a pedido de Lourdes Flores. Fue voceado como candidato a la alcaldía de Lima en 2010, sin embargo, quedó descartado su precandidatura.

## Controversias
En 2010, el periodista Jaime Bayly en su programa El Francotirador, reveló audios en los que Barrón le proponía a Lourdes Flores (entonces candidata a la alcaldía de Lima en las elecciones municipales del 2010) intentar "mover un poco las cifras" de una encuesta que la desfavorecía hablando con el director de dicha encuestadora.